# 三星Galaxy Note 7
三星Galaxy Note 7是三星電子於2016年推出的平板式智能手機，于美國東部時間2016年8月2日的紐約「Galaxy unpacked 2016」發布會，將此手機連同第二代Samsung Gear VR向全球發布，並隨即進行預售。其前代型號為 Galaxy Note 5，跳過「6」而直接推出「7」是由於三星希望將Galaxy Note與Galaxy S兩系列往後能「世代一致」，即同一年推出同一世代兩款手機，免卻消費者因兩部手機「同年推出，不同代號」而衍生疑惑。
然而，因本產品售後於世界各地連番引起爆炸事故，三星決定全球回收並停止生產販售，為此三星業績乃至大韓民國經濟也因此事件受影響。而後調查結果原因在於電池內部設計不良導致。
2017年中，三星推出翻新機，命名為「Galaxy Note Fan Edition」，简称「Note FE」，其後於2017年7月7日起在韓國發售，之后在部分东南亚国家上市。。

## 外觀
外觀設計在前代Galaxy Note 5的基礎上整合 Galaxy Note Edge 及 Galaxy S7 edge 的設計，採用前後雙曲面玻璃、金屬邊框、不可拆卸的電池的設計。玻璃材質機件採用的是康寧最新的第五代大猩猩玻璃，合金邊框採用的是 AL7000 航空鋁合金。首發產品是瑪瑙黑色、珊瑚藍色、鈦銀色以及鉑金色的機身顏色，且有计划发布白色机身的版本（后因召回事件未能发布）。機身及S Pen均具備IP68級別的抗水防塵設計，S Pen在本型號也將防倒插設計加回。

## 技術規格

### 硬體
CPU採用了兩種型號，一種是國際版型號使用的 Samsung Exynos 8890，另一種則是北美市場和中國大陸市場的機型使用的 Snapdragon 820，根據既有的效能測試來看，散熱良好的情況下兩者的CPU效能相差無幾、GPU 效能則互有勝負，不過其它功能支援是一樣的。RAM則維持在4GB，雙通道 LPDDR4 SDRAM 的規格，中國市場有6GB RAM的版本。
本代的標準型號（與電信業者客制型號相對）也具備雙Nano-SIM卡槽（其中一個與MicroSD卡槽共用位置）、雙卡雙待功能，不過仍然不能同時使用兩張SIM卡的數據網路，最高支援LTE Cat.12網路以及VoLTE。支援的網路類型有2G GSM/GPRS/EDGE 850/900/1800/1900 MHz、2G CDMA 1xRTT 800/850/1900 MHz、3G TD-SCDMA 1900/2000 MHz、3G UMTS/HSDPA/HSUPA/HSPA+ 850/900/AWS(1700)/1900/2000/2100 MHz、4G LTE-Advanced（FDD & TDD） 1-5/7-8/12-13/17-20/25-26/28-30/38-41頻帶。
存储空間方面，只有64GB可選，中國市場有128GB的型號，採用UFS 2.0界面，而前代Galaxy Note 5缺備的Micro SD卡擴充槽在此代回歸，最大支援到256GB容量，不過是採用了當前較為常見的雙SIM卡搭配單SIM卡與Micro SD卡的與或式設計。電池容量提升至3,500 mAh，支援快速充電。與Galaxy S7及Galaxy S7 edge不同，Galaxy Note 7採用USB Type-C作為USB 3.0連接埠，是Samsung手機系列中的首次。此外，本機還首次配備虹膜解鎖功能。
螢幕使用了三星電子自家的 Super AMOLED、電容式觸控及電磁手寫筆感應，對角線尺寸 5.7 英吋，具備 2560×1440 Quad HD 100% DCI-P3 的HDR高解析度屏幕。三星在作業系統中也允許用户調整分辨率為 1920×1080 FHD，甚至可以降低至 720p HD 的解析度以降低GPU負擔并節省電力。電磁手寫筆採用無源式設計，主控IC依舊是Wacom出品的，壓力感應層級達4096級。
Galaxy Note 7 搭載的相機和 Galaxy S7 系列的一樣，較前代降低了畫素，採用三星自家的ISOCELL S5K2L1或是Sony Exmor R IMX260感光元件。後攝像頭為 1,200 萬畫素、f/1.7 光圈的規格，感光元件的尺寸也有 1/2.6 英吋，具備 Dual Pixel 自動對焦系統，可錄製 4K（3840 × 2160p）解析度、30幀每秒（fps）或是1080p@60fps、720p@240fps的影片。前置相機是 500 萬畫素、f/1.7 光圈的規格，具備自動HDR成像功能。
（具備Quick Charge 2.0 高速充電功能）
此外，Note 7也是三星自2013年推出的S4以來，首部再次具有FM收音機功能的三星旗艦手機（Snapdragon 820 版本），與之規格大致相同的S7卻沒有此功能。

### 軟體
本機發布時預載的作業系統是載有最新GraceUX用戶介面的Android 6.0.1（Marshmallow）系統。

## 销售情況
8月19日開始發售，由於首批預訂名額已經爆滿，三星在2016年9月2日開始正式公開發售。然而，由於首批預售的Galaxy Note 7因三星SDI電池质量問題并引起多起爆炸事故，正式發售日期因此延期。在韩国，新版Note 7原计划在9月28日开始销售，但为了迅速完成韩国的手机召回工作，三星把新版Note 7在韩国的重新开卖时间推迟三天，也就是10月1日。而在澳大利亚、美国市场的重启销售工作也从10月份开始，欧盟市场也计划于10月28日开始重启销售。原本預售的產品幾乎要全數回收。
2016年10月1日，Note 7在韩国开始重启销售，当天韩国三家移动运营商SK电讯、KT、LG U+等的总销量为2.1万部。韩国媒体报道称重启销售表现“仍然抢眼”。新版Note 7做出了一些改进，除了将状态栏的电池图标放大30%，颜色从白色改为绿色外，还在新品外盒侧面印上“-”或黑色方块标识，让用户识别其是安全的新品。新版售价与召回前销售的版本售价完全相同。

## 電池爆炸事件

### 手機爆炸傳災情

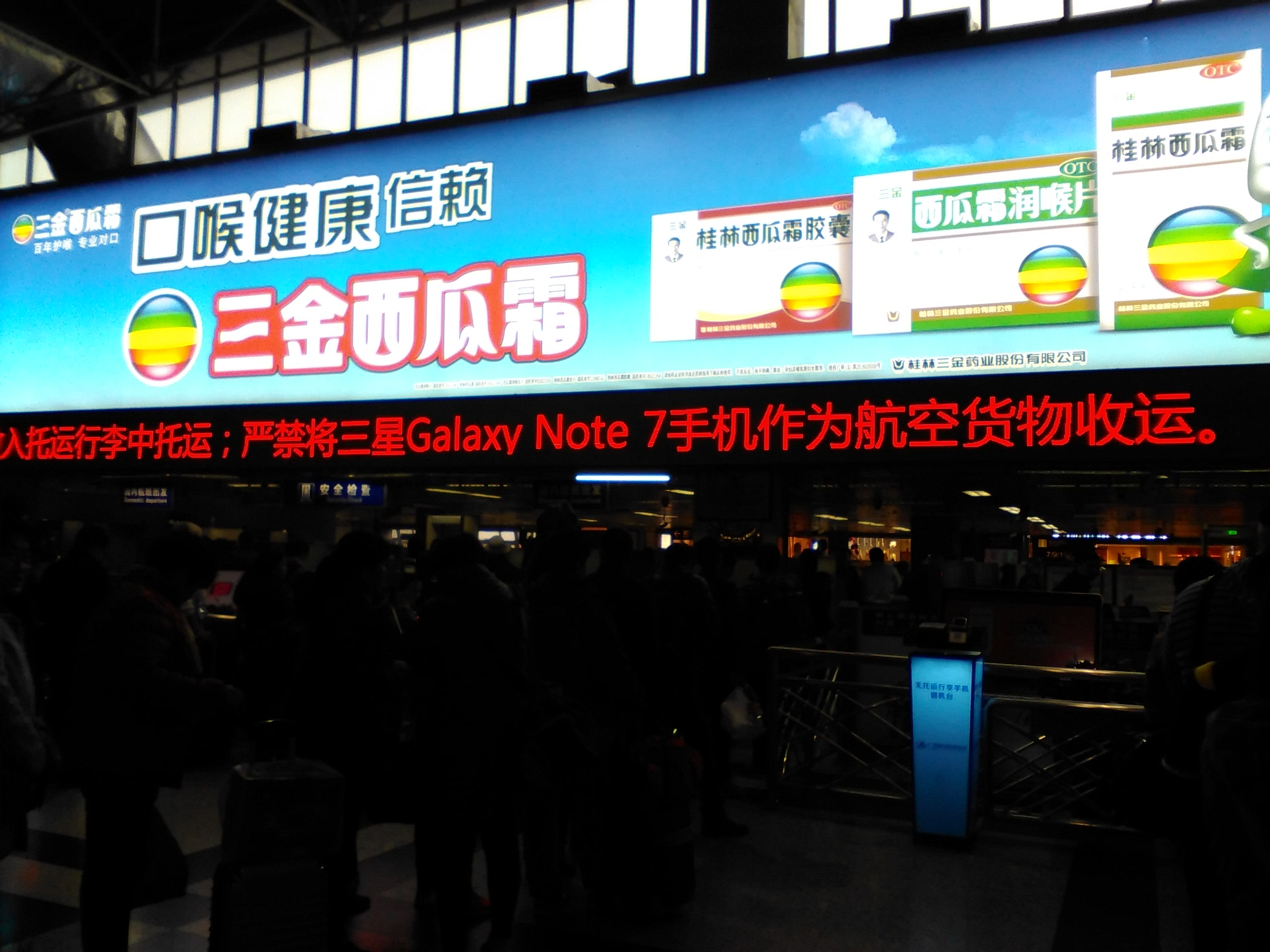
桂林两江国际机场安检入口处电子显示屏显示严禁旅客携带Galaxy Note 7手机登机

2016年8月24日，韓國發生首宗Note 7充電爆炸事件，其後世界各地亦傳出多宗Note 7爆炸事件。三星至9月3日回收統計總共有35起。更糟的是，無論是否於充電狀況下皆可能發生爆炸，與保護裝置無關。三星表示，起因是三星 SDI 製造的電池本身有瑕疵，導致電池電芯遇熱會突發性出現膨脹、短路，導致鋰電池外殼破裂起火，造成使用者的財物等受损，手機也完全损坏，该事件與十年前2006年索尼筆記型電腦鋰電池全球召回事件幾乎相似。由於此事件持續延燒，美國已經有數輛車子與一棟房子被燒毀，美國、印度及新加坡所有航空公司及前往及／或途經該地區航線一律禁止攜帶Note 7登機，包含澳洲航空、捷星航空、維珍澳洲航空、中華航空、長榮航空、復興航空、台灣虎航及新加坡航空在内的多家航空公司禁止乘客攜帶Note 7上機時開機使用或者充電，或建議旅客不要進行上述行為，以免起火造成飛安危險。美國聯邦航空總署也強烈建議不要在飛機上使用或者充電Note 7，且禁止將其託運。日本國土交通省也通知日本各家航空公司，不要讓旅客在飛行中使用Note 7或充電。中国民用航空局也发出安全通知，警告旅客不得在飞行过程中对Note 7充电或放置Note 7于托运行李中。9月22日，韩国飞行安全部门允许新版Note 7在飞机上使用；美国联邦航空管理局也于9月27日宣布对新版Note7解禁。
另外，此前三星声称在中国发售的国行Note 7采用了与其他地区不同的电池，因而不会发生爆炸，並承諾剩餘手機不在問題機範圍內，但在2016年9月18日，多家媒体报道称，一位用户的中国国行版三星Note 7手机也发生了爆炸，而在9月19日，三星电子就中国国行版Note 7爆炸一事发布声明，称该产品损坏是因外部加热导致，与电池无直接关系。9月21日，深圳市消费者委员会就此事件公开发函质询三星中国，谴责三星中国的行为，同时要求三星中国公司在10日内对此正面回应，三星召回了經特別管道流入中國大陸地區的1800餘部「疑慮版本」。然而2016年9月25日，媒体报道称又有一位用户的中国国行版三星Note 7手机也发生了爆炸，三星再度聲稱该手机爆炸原因为外部熱源，交涉手段引來中国網民強烈不滿并表示三星區別對待中國使用者。9月28日，广西壯族自治區北海市的一家手机城员工在试用Note 7期间，该手机再度爆炸。
9月底，香港當地的使用「安全電池」的Note 7卻还是發生爆炸，一家網吧的監視器清楚拍下了整個過程，雖然ATL電池的Note 7僅會冒煙沒有火光，但事主的手機卻已經燒得焦黑。10月1日，一名韓國網友指稱更換新版Note7手機卻發生爆炸，而这次所发生爆炸的机型为“安全版”Note 7，该用户事後將照片上传到網上，可以看到套著粉紅色保護套的手機還冒著白煙，新版機型比起舊型迅速破裂爆炸的狀況，相比之下燃燒起火較慢，起火瞬間因而被錄下而在網路流出，媒體公布的安全版圖片上殘骸有著金黃色焦痕，与中國大陸、香港版本（ATL電池）的Note 7殘骸極度相似。10月5日，美國發生新版Note 7電池爆炸事件，這次是發生在西南航空的飛機上，所幸飛機尚未起飛，但已經引發國際關注，三星可能要面臨第二次停售及回收。另外台灣在10月7日發生新版Note 7電池爆炸事件。10月期間美國也連續發生睡覺時冒煙造成機主罹患呼吸道疾病事件、以及一起燙傷13歲女孩的事故。

### 韓國、北美暫停銷售及大規模召回
2016年9月1日，由於發生多宗電池爆炸的事件，三星公司宣佈即日起在全球范围内停售Note 7並作出全面回收，计划在韩国等10个国家和地区召回至少250万部Note 7手机，为用户提供退款或更换配备安全电池的手机。原本中国大陆不在回收之列，但在9月14日，中国国家质检总局执法司组织质检总局缺陷产品管理中心约谈了三星主要负责人以后，三星向中国国家质检总局备案了召回计划，计划自2016年9月14日起，召回2016年7月20日至2016年8月5日期间制造的部分Galaxy Note 7，中国大陆地区受影响的手机数量为1858台。不过该部分产品为2016年9月1日正式销售前所提供的测试体验机。据报道，已生产的三星Note 7手机约有65%的电池由三星SDI供应，其余35%由日本TDK集团的ATL（新能源科技）制造。新能源科技表示，该公司仅为在中国销售的Note 7提供电池。2016年9月15日，美国消费产品安全委员会发表声明，由于Galaxy Note 7电池存在严重安全隐患，三星电子决定在美国召回约100万部Galaxy Note 7手机。事件发生后，三星电子已经决定停止向三星SDI采购Note7电池。
据腾讯旗下数据分析机构企鹅智酷发起的关于Note 7事件引发的信任危机民调，在收集的近2万名智能手机用户的反馈中，有超过70%的用户表示不会再买三星，但非三星手机用户的比例则达到87.4%。有超半数的手机用户对三星的态度在变坏。9月29日，三星中国向中国消费者发布声明，称因未对Note 7安全性进行细致说明而让消费者不解表示歉意。声明中也再次强调，中国国行版Note 7采用不同的电池生产商，不存在安全问题，也从未对中国市场使用双重标准；不过中国中央电视台在微博上发布文章质疑这份声明，中国大陆網友也谴责三星迴避了很多關鍵問題和細節。另据中国中央电视台财经频道《消费主张》栏目报道，在三星公布中国国行版爆炸原因后，由于用户表示不满，其公开对外表示自己的手机并没有交给三星，希望在第三方见证下交给质监部门进行检测。之后《消费主张》栏目组联系了工信部下属的手机检测权威机构中国泰尔实验室。随后机主临时改了主意，拒绝了这一请求。
为了防止爆炸事故再次出现，三星在韩国推出软件升级，将Note7智能手机电池的充电容量限制在60%（即将最大电池容量限制为2100毫安时），利用软件更新控制手机电池防止手机过热而导致的電池液沸騰而爆炸。三星原預計9月28日重新開賣，隨後順延三日後，在10月於韓國首先重新發售安全版Note 7，然而沒多久韓國又傳出手機再度冒煙，唯這次尚不能確定機種。但在发布升级版本后的2016年10月5日，美国西南航空一架从肯塔基州路易斯维尔飞往马里兰州巴尔的摩的班机在起飞前，发现有一部Galaxy Note 7 手机起火，机组随即开始疏散乘客，經確認，属于“据称安全”的版本。三星也发表声明正与当局合作调查此事件，而西南航空已找到有关手机和证实原因。隨後在韓國、台灣等地又發生了客戶更換新機後冒煙的情況。

### 面臨二次危機
2016年10月1日，一名韓國網友指稱更換新版Note7手機卻發生爆炸，事後將照片上传到網上，可以看到套著粉紅色保護套的手機還冒著白煙。10月5日，美國發生新版Note7電池爆炸事件，這次是發生在飛機上，三星可能要面臨第二次停售及回收。另外台灣在10月7日發生新版Note7電池爆炸事件。10月期間美國也連續發生睡覺時冒煙造成機主罹患呼吸道疾病事件、以及一起燙傷13歲女孩的事故，所幸新版本的多起事故中，還沒有造成火災，但同時美國媒體揭露了三星企圖與受害用戶拖延時間的醜聞簡訊，安全版的連續事故徹底摧毀了大眾對三星Note7的信心，造成美国多家電信运营商再度宣布停售，舊版客戶更換安全版的作業也被無限期延後。
美国的电信运营商AT&T和T-Mobile在2016年10月9日先后宣布将停售新版三星Galaxy Note 7，并开始着手准备新舊用户的退款和补偿事宜；次日Verizon也宣布将停止Note7的更换。
在中国国行版发生20起过热、燃烧事故后，中国国家质检总局执法督查司开始进行约谈和启动缺陷调查，三星中国公司向国家质检总局备案了召回计划，决定自2016年10月11日，召回在中国大陆地区销售的全部Galaxy Note 7，共计190984台（包含2016年9月14日公告首次召回的1858台）。消费者可凭Note 7到销售商免费更换其他型号三星手机，并退还两个产品之间的差价，赠送购物券300元，也可按照原购买价格全额退款，同时回收产品。而三星中国公司（生产工作由惠州三星电子负责）也宣布自2016年10月10日停止生产销售Galaxy Note 7。中国消费者协会也发表声明，将监督三星中国公司做好Note 7的召回工作，要求三星公司不得以缺失发票和配件等为理由拒绝退货，同时要求三星公司应向发生爆炸问题的消费者致歉，并依法赔偿消费者损失。但在声明发布之后，三星当时仅受理经销商退货。在2016年10月14日，三星中国发布公告，对Galaxy Note 7的召回作出后续措施。任何人对Galaxy Note 7进行退货的，将提供200元补贴；换购Galaxy S7 edge/S7的，将提供600元补贴（含退货补贴200元）。香港方面，三星香港公司則表示要到周五公布Note 7的召回事宜。然而香港資訊科技界立法會議員莫乃光批評称，三星香港公司更換手機或退款公布反應太慢，令消費者有信息混亂之感，也被指目前香港相關法例監管不足。
台灣三星電子與相關監管機構合作調查Note 7爆炸事件，台灣三星電子也正協同各合作夥伴制定相關措施。中華民國國家通訊傳播委員會表示，已經要求台灣三星電子務必竭盡所能來處理Note 7問題，以維護消費者權益。
2016年10月14日，美国运输部发布紧急命令，要求美国各大航空公司禁止运输所有三星Galaxy Note 7手机，声明中称Galaxy Note 7在美国属于“被禁止的有害材料”。任何试图携带的旅客，轻则手机将被没收并处以罚款，重则将面临刑事起诉。中国民航局也于10月26日发布通知，从2016年10月27日起，要求中国大陆各大航空公司禁止旅客和机组成员随身或在手提行李中携带Galaxy Note 7，也禁止将Note 7放入托运行李中托运、禁止将Note 7手机作为航空货物收运。

### 相关安全問題恶搞
自从Note 7传出爆炸事件以来，网络上出现了许多对Note 7的恶搞。这些恶搞中，大多将Note 7恶搞为炸弹、手雷一类的武器。例如有人制作了《侠盗猎车手V》的MOD，其中有一款手雷就是Note 7造型；腾讯的第一人称射击游戏《逆战》中，也出现了一款影射Note 7的手雷（“会爆炸的手机”，品牌被恶搞成“SANBOMB”）。三星公司法律顧問表示要停止这种“不當的行為”，但未果。香港則恶搞Note 7為廣東話諧音「碌柒」。

### 永久停產並全面銷毀
2016年10月10日，韩联社报道称三星電子已經暫停生產Note 7，但三星中国区负责人表示暂未听说此事。次日，三星发布声明，終止Galaxy Note 7手机的生產，並要求所有合作运营商和经销商停止销售和置换Galaxy Note 7手机，亦呼籲用户关机停止使用。三星已经与美国消费者产品安全委员会一起调查手机爆炸起火的原因。此外回收過程中，提供快遞運送的召回袋與外箱還採用了防火設計，並附有手套。
三星宣布停产、停售Note 7之后，韩国经济也受到了影响。在宣布当日，三星电子股价出现了8.04%的暴跌，创下自2008年以来的单日最大跌幅。当日韩国股市也下跌1.21%，收于2031.93点。此外韩元对美元汇率也下跌0.34%。有调查称三星因停售停产Note7，将带来超过170亿美元的经济损失。由于三星是韩国最大的企业，收入占到韩国GDP接近五分之一，其经营状况会影响到韩国的经济、股市及其货币，而三星电子销售额在韩国经济中所占的比重达13.8%，大大超过主要发达国家主要企业的销售所占的比重，甚至早已成为韩元背后信用的一部分。因此，如果三星动摇，韩国经济也会出现动摇。2016年10月14日，三星在一份声明中说，Note 7智能手机因曝出安全问题而停产后，该公司在2016年第四季度和2017年第一季度将遭受约30亿美元损失。
2016年10月13日，三星电子宣布，将在调查报告出炉后销毁全球所有的Note 7以对广大三星产品使用者和消费者负责，并呼吁全球Note 7用户将Note 7拿到任何一家三星官方服务中心退款或替换到其他三星产品。三星表示将采用低环境污染的特殊流程彻底销毁所有Note 7，但具体流程并没有透露。这也意味着，除了那些忽视三星的安全警告并继续使用Note 7的用户外，未来将不会在市面上看到任何廉价的翻新Note 7手机流入市场。三星集团管理层表示，该流程将会使三星电子消耗大量资金。

### 限制外流Note 7進行充電
三星公司在事件发生及宣布召回后，多次通过空中更新系统軟體的形式推送限制最大充电额度的軟體并强制更新，以通知用户进行更换和降低设备风险。

### 調查
在三星Note 7停產後的2016年10月18日，中国泰尔实验室首先提供了由消费者送检的中国国行版Note 7燃损手机的检测报告。检测报告得出的结论是，该Note 7“因烧损严重，无法推定起火原因”，而另一部Note 7“样品并未发现外部加热痕迹，样品的热损毁由电池自燃所致，电池由右下角的位置开始燃烧”，而不是三星所称是“外部加热导致”。中国泰尔实验室得出的检测结论与之前截然相反。为此，中国泰尔实验室相关人员解释，他们的检测都是对来样负责的。
韩国科学技术院商学院管理教授张世真认为，三星为了与对手产品进行竞争，尤其是苹果iPhone 7，三星加快了Note 7的推出周期，导致了产品的质量问题。三星电子移动业务负责人高东真表示正在整顿产品质控流程。另据韓國證券、財經傳媒NewsTomato引述三星涉及部件維修的一批匿名人士說，Note 7的冒煙起火是从電池和手機主板的印刷電路板部分開始的，推測是手機為採用虹膜識別等新功能，在加高印刷電路板的過程出了問題。在此之前，三星Galaxy S7的印刷電路板为10層，不過Note 7首次採用了12層，可能因此而出事。另外，Note 7使用不可拆卸型的電池，其缺点是遇到外來撞擊會發熱，因此在設計上須格外留神。据报道称，三星可能只顧提升性能，不顾其他安全。
2016年12月，三星宣布与澳大利亚和新西兰移动运营商展开合作，将拒绝为Note7手机提供网络服务，通过这一方式让用户能尽早返还手机。
2016年12月5日，富比士网站公布了第三方机构Instrumental关于Note 7电池爆炸的调查报告，表示电池爆炸是由于手机本身的“激进设计”所导致的。根据手机内部结构图，手机内部的空间十分拥挤，使得Note 7的电池即使在日常使用中也会受到挤压，而压力会使电池正、负极的“分离装置”更容易损坏，正负接触会引发电池短路并发热起火。报告还称，三星的工程师在设计过程中极力加大电池体积，以此换取更大的电池容量。
2016年12月10日，三星电子宣布在12月19日面向美国的Galaxy Note 7用户发布一个软件更新，安装更新后，Note 7将无法进行充电和正常运行，进而无法使用。起初电信运营商Verizon拒绝了这一请求，但自2017年1月起，Verizon决定对Note 7用户采取极端措施，用户如果仍在使用Note 7拨打电话，则会强制性地将电话转接到Verizon的客户服务部门。
2017年1月23日，三星电子召开发布会，公布Galaxy Note 7起火事件调查结果。根据调查报告，三星認定Galaxy Note 7的爆炸原因在于电池正負極材料的隔離做得太薄所致，以至於無法承受日常使用應力而破裂，最終短路導致不可控制的爆炸。随后三星电子无线事业部总裁高東真就此事件表示痛心和抱歉。同时，三星也针对Note 7起火事件，制定“8项电池安全检查措施”，保障电池安全可靠，並在此後更換為低容量凝膠電池與快充降速等保守作法。此外，三星还在产品规划阶段采用“多层安全措施协议”，并组建了“零部件专业团队”。

## 相关诉讼
- 2016年9月16日，美国佛罗里达州一名男子起诉三星，称Note 7手机在裤子前袋爆炸，令他严重烧伤。此案可能成为美国首宗涉及Note  7电池问题的案件[78]。
- 2016年9月20日，据韩国《朝鲜日报》援引三星电子的说法称，三星正在讨论对主张虚伪爆炸的2名中国消费者进行刑事起诉等法律应对，但三星中国方面暂无有关回应[79]。
- 2016年9月29日，中國深圳消费者周李久因担心Note 7存在安全隐患，要求退款赔偿遭拒，一纸诉状将惠州三星电子有限公司和手机销售方告上法庭。深圳市福田区人民法院已下达案情受理通知书并受理此案[80]。
- 2016年10月14日，根据美国新泽西州纽瓦克一家地方法院公布的信息，针对在美Note 7的第一起集体起诉已递交地方法院等待批准立案。这起诉讼并未针对近期传出的多起电池着火、爆炸等问题，而是三星在应对消费者过程中出现的问题，起诉方为三星电子美国分公司[81]。
- 2016年10月19日，韩国57名Note 7消费者因多次访问卖场和更换新品，带来十分严重的心理困扰而提出索赔诉讼。韩国一家律师事务所表示，将于24日针对三星电子向首尔中央地方法院提出索赔诉讼[82]。
- 2018年11月23日，广东省广州市越秀区人民法院三星Note7手机自燃引发的产品责任纠纷案作出一审宣判。法院认定，该案涉及手机存在产品缺陷，判处被告三星中国公司向原告赔偿因手机自燃而受损的笔记本电脑，同时驳回了原告赔偿三倍购机款的诉讼请求。宣判后，原告表示不服一审判决，准备提出上诉[83]。2019年3月，法院二审宣判，驳回原告的上诉请求，维持原判[84]。

## 后续

### 退出中国大陆主流市场
在三星Note 7爆炸事件后，由于区别对待中国市场，加上三星產品品质監控力度不足、多瑕疪、价格相對高昂，韓國部署薩德反導彈系統事件导致中韩关系恶化以及受到小米、华为等品牌冲击等原因，三星S8/Note 8/S9/Note 9等后续机型在中国大陆地区销量慘淡。2017年总销量跌至第5名，而2018年第二季度销量更是被列入其他厂商行列中。Note 7爆炸事件被認為是三星淡出中国市场的标志性事件。

### 天津工厂爆炸
2017年2月，三星在天津设立的电池工厂发生了爆炸并引发了大火。